# 楊千嬅 B minor 音樂會
《楊千嬅 B minor 音樂會》是香港女歌手楊千嬅在2022年12月17至18日於亞洲國際博覽館 Arena 舉行的音樂會，是楊千嬅第二度舉辦 Side Track 演唱會。全新歌曲《還有事情可慶祝》及《無去無來》更首次於演唱會曝光。

## 演出曲目
1. 最好的債
2. 你會愛的人
3. 直覺 x 無條件（原唱：陳奕迅）
4. 麥芽糖
5. 芬梨道上
6. 冬天的故事
7. 知更
8. 沒關係不是愛情
9. 塔羅迷
10. 罐頭湯
11. 夏天的故事
12. E-714342
13. 私奔
14. 三分鐘戀愛熱度
15. 亂唱的歌
16. 再見二丁目（鋼琴彈奏）
17. 一葉舟
18. 當我想起你（原唱：陳百強）
19. 稀客
20. 愛人
21. 一二三，三二一
22. 木偶奇遇記
23. 無去無來
24. 好不容易遇見愛
25. 狼來了
26. Encore

## Encore曲目
| 歌曲                   | 第一場 | 第二場 |
| 小星星                 | ✓      | ✓      |
| 擁抱回憶               | ✓      | ✓      |
| 再見二丁目（鋼琴彈奏） | ✓      |        |
| 還有事情可慶祝         | ✓      | ✓      |
| 楊千嬅                 | ✓      | ✓      |
| 姊妹                   | ✓      | ✓      |
| 火鳥                   |        | ✓      |
| 飛女正傳               | ✓      | ✓      |
| 可惜我是水瓶座         |        | ✓      |
| 一個人的童話           |        | ✓      |

## 軼事
- 礙於楊千嬅的政治立場，演唱會開賣前，已有不少網友表示「罷睇」，不過兩日演唱會的入座率均近乎爆滿，山頂位亦幾乎坐滿[3][4][5][6][7]。

## 主打歌曲《還有事情可慶祝》派台成績

### 香港電台中文歌曲龍虎榜 走勢
合共上榜6周。
| 周次     | 第2周   | 第3周   | 第4周   | 第5周  | 第6周   | 第7周   |
| 放榜日期 | 1月14日 | 1月21日 | 1月28日 | 2月4日 | 2月11日 | 2月18日 |
| 榜上位置 | 16      | 11      | 15      | 4      | 2       | 16      |
| -------- | ------- | ------- | ------- | ------ | ------- | ------- |

### 新城勁爆本地榜 走勢
合共上榜3周。
| 周次     | 第2周   | 第3周   | 第4周   |
| 放榜日期 | 1月14日 | 1月21日 | 1月28日 |
| 榜上位置 | 13      | 10      | 2       |
| -------- | ------- | ------- | ------- |

### TVB勁歌金榜 走勢
合共上榜5周。
| 周次     | 第4周   | 第5周  | 第6周   | 第7周   | 第8周   |
| 放榜日期 | 1月28日 | 2月4日 | 2月11日 | 2月18日 | 2月25日 |
| 榜上位置 | 8       | 6      | 4       | 2       | 1       |
| -------- | ------- | ------ | ------- | ------- | ------- |